# Reino de Gabú
El reino o imperio de Gabú, Kaabu, Ngabou o N'Gabu fue un Estado mandinga de África Occidental que ocupó tierras de lo que hoy son Guinea-Bissau y Senegal entre los años 1537 y 1867. Gabu era originalmente una provincia del imperio de Malí, que logró su independencia gracias al declinamiento del poder central.

## Historia
Según avanzaba el siglo XVI el imperio de Malí, en declive, fue perdiendo la mayoría de sus provincias, reduciendo su tamaño sucesivamente hasta abarcar poco más que la tierra original de los mandinga que habían creado el imperio. Las provincias, entre ellas Gabu, se independizaron, dando lugar a nuevos reinos independientes. Gabu ganó la independencia en el año 1537, proclamándose rey (Kaabu Mansaba o Farim Kaabu) Sama Koli, que había gobernado Gabu como delegado provincial y era bisnieto de Tiramakhan Traore. El nuevo Estado conservó el legado cultural de Malí. Una de las manifestaciones de este hecho es que los gobernantes de Gabu basaron su derecho al liderazgo en su relación histórica con el imperio de Malí.
Gabu mantuvo relaciones con los europeos, concretamente con los portugueses, con los que mantenían trata de esclavos.
El poder del imperio comenzó a decaer en los albores del siglo XIX. En ese tiempo las etnias fulani, convertidas al islam, comenzaron a enfrentarse a los países no musulmanes del África Occidental. En 1867 uno de sus reinos, Futa Toro, convocó una yihad que atacó Gabu, llamada guerra de Kansala. Las fuerzas islámicas asediaron Kansala, la capital, durante once días, en lo que se conoce como batalla de Kansala, al término de la cual se la prendió fuego. El fuego mató al último gobernante del Gabu independiente, así como muchas personas, tanto defensores como atacantes. Tras la batalla, el Imamato de Futa Yallon, uno de cuyos generales fue el responsable de asediar Kansala, se anexionó Gabu como estado vasallo hasta la supresión completa del reino por Portugal, que se produjo en el cambio de siglo entre el XIX y el XX.

## Organización territorial
El imperio estaba dividido en las siguientes provincias:
- Firdu
- Pata
- Kamako
- Jimara
- Patim Kibo
- Kantora
- Pakane Manbura
- Kudura
- Nampaio
- Pacana